# Política da Bielorrússia
A Bielorrússia é uma república presidencial com um parlamento bicameral. O Presidente da Bielorrússia é o chefe de Estado. O poder executivo é nominalmente exercido pelo governo, em seu topo está um primeiro-ministro cerimonial, nomeado diretamente pelo Presidente. O poder legislativo é de jure investido no parlamento bicameral, a Assembleia Nacional, no entanto o presidente pode promulgar decretos que são executados da mesma forma que as leis, por tempo indiscutível.
Durante a era soviética, a Bielorrússia tinha sistema político que era constitucionalmente definido como uma república socialista marxista-leninista do partido único. O único partido legal foi o Partido Comunista da Bielorrússia (PCB), que foi permitido de acordo com a constituição.
A declaração de soberania da Bielorrússia em 27 de julho de 1990 decorreu de reações a eventos nacionais e estrangeiros. Em particular, a declaração de independência da Ucrânia levou os líderes da então RSS Bielorrussa a perceber que a União Soviética estava à beira de dissolver.
Após a criação de uma república em 25 de agosto de 1991, Stanislav Shushkevich foi escolhido para ser o primeiro líder bielorrusso e ocupou esta posição até 1994. Shushkevich esperava guiar o país para longe de seu passado soviético e apoiou reformas democráticas. Seu sucessor, Alexander Lukashenko, ao assumir o cargo em 1994, começou a reintegrar as funções da era soviética e reintroduziu os símbolos da Bielorrússia soviética.
Lukashenko lidera um governo autoritário e tem sido frequentemente referido pelos meios de comunicação como "o último ditador da Europa". As eleições não são consideradas livres e justas pelos monitores internacionais, os opositores do regime são reprimidos e a mídia não é livre. A política bielorrussa agora assenta cada vez mais numa expansão do parque industrial existente no país, muito por força das decisões de Lukashenko em se unir cada vez mais a Rússia, nos moldes da antiga União Soviética.